# Bona d'Artois
Bona d'Artois, contessa di Nevers (Beaumont, giugno 1394 – Digione, 17 settembre 1425), è stata una principessa francese.

## Biografia
Bona d'Artois nasce poco prima del 7 giugno 1394, figlia di Filippo d'Artois (1358-1397), conte d'Eu e di Maria di Berry, figlia di Giovanni, duca di Berry. Nel 1413 sposa Filippo di Nevers (1389 † 1415) figlio di Filippo II l'Ardito (1342-1404) e di Margherita III delle Fiandre, vedovo di Isabelle de Soissons († 1411). Nel 1414 nasce il loro primo figlio Carlo I di Nevers (1414 - 1464) che sposerà Maria d'Albret, figlia di Carlo II conte di Dreux.
Nel 1415 il 25 ottobre, nasce nel Castello di Clamecy il secondo figlio Giovanni II di Nevers (1415, † 1491) che sposerà Jacqueline, figlia di Raoul d'Ailly e, rimasto vedovo, Paolina di Brosse, figlia di Giovanni II di Brosse, conte di Penthievre.
Lo stesso giorno della nascita del suo secondo figlio Bonne apprende la tragica notizia della morte di suo marito nella Battaglia di Azincourt mentre segue la messa nella chiesa di Saint Martin. Nel 1418 la Regina Isabella di Baviera (1370-1435) moglie di Carlo VI di Francia le dona il borgo di Marcy nella Nièvre. Nel 1419 fonda il Convento delle clarisse di Decize donando a Sœur Colette de Corbie una parte di terre e giardini del Castello.
Nel 1422 per impedire a Carlo VII di Francia di minacciare la Contea di Nevers, suggerisce al suo Governatore Louis de Listenois ex ciambellano di Carlo VI e a Perrinet Gressart de Granet di occupare il castello di Passy-Les-Tours che apparteneva alla sua Dama di compagnia Héliette Girard vedova di Guillaume de Chevenon. Nel 1424 sposa a Decize Filippo III di Borgogna (1396-1467), muore poco dopo nel 1425 e viene sepolta nella Certosa di Champmol nei dintorni di Digione.

## Ascendenza
|                     |                        |                       | Genitori                |  |  | Nonni |  |  | Bisnonni             |  |  | Trisnonni        |  |
|                     |                        |                       |                         |  |  |       |  |  | Roberto III d'Artois |  |  | Filippo d'Artois |  |
|                     |                        |                       |                         |  |  |       |  |  | Roberto III d'Artois |  |  | Filippo d'Artois |  |
|                     |                        | Bianca di Bretagna    |                         |  |  |       |  |  | Roberto III d'Artois |  |  |                  |  |
| Giovanni d'Artois   |                        |                       |                         |  |  |       |  |  | Roberto III d'Artois |  |  |                  |  |
|                     |                        | Giovanna di Valois    | Carlo di Valois         |  |  |       |  |  |                      |  |  |                  |  |
|                     |                        | Giovanna di Valois    | Carlo di Valois         |  |  |       |  |  |                      |  |  |                  |  |
|                     |                        | Giovanna di Valois    | Caterina I di Courtenay |  |  |       |  |  |                      |  |  |                  |  |
| Filippo d'Artois    |                        | Giovanna di Valois    |                         |  |  |       |  |  |                      |  |  |                  |  |
|                     |                        | Giovanni I di Melun   | Adamo IV di Melun       |  |  |       |  |  |                      |  |  |                  |  |
|                     |                        | Giovanni I di Melun   | Adamo IV di Melun       |  |  |       |  |  |                      |  |  |                  |  |
|                     |                        | Giovanni I di Melun   | Giovanna di Sully       |  |  |       |  |  |                      |  |  |                  |  |
| Isabella di Melun   |                        | Giovanni I di Melun   |                         |  |  |       |  |  |                      |  |  |                  |  |
|                     |                        | Isabella d'Antoing    | Ugo IV d'Antoing        |  |  |       |  |  |                      |  |  |                  |  |
|                     |                        | Isabella d'Antoing    | Ugo IV d'Antoing        |  |  |       |  |  |                      |  |  |                  |  |
|                     |                        | Isabella d'Antoing    | Maria d'Enghien         |  |  |       |  |  |                      |  |  |                  |  |
| Bona d'Artois       |                        | Isabella d'Antoing    |                         |  |  |       |  |  |                      |  |  |                  |  |
|                     | Giovanni II di Francia | Filippo VI di Francia |                         |  |  |       |  |  |                      |  |  |                  |  |
|                     | Giovanni II di Francia | Filippo VI di Francia |                         |  |  |       |  |  |                      |  |  |                  |  |
|                     | Giovanni II di Francia | Giovanna di Borgogna  |                         |  |  |       |  |  |                      |  |  |                  |  |
| Giovanni di Valois  | Giovanni II di Francia |                       |                         |  |  |       |  |  |                      |  |  |                  |  |
|                     |                        | Bona di Lussemburgo   | Giovanni I di Boemia    |  |  |       |  |  |                      |  |  |                  |  |
|                     |                        | Bona di Lussemburgo   | Giovanni I di Boemia    |  |  |       |  |  |                      |  |  |                  |  |
|                     |                        | Bona di Lussemburgo   | Elisabetta di Boemia    |  |  |       |  |  |                      |  |  |                  |  |
| Maria di Berry      |                        | Bona di Lussemburgo   |                         |  |  |       |  |  |                      |  |  |                  |  |
|                     |                        | Giovanni I d'Armagnac | Bernardo VI d'Armagnac  |  |  |       |  |  |                      |  |  |                  |  |
|                     |                        | Giovanni I d'Armagnac | Bernardo VI d'Armagnac  |  |  |       |  |  |                      |  |  |                  |  |
|                     |                        | Giovanni I d'Armagnac | Cecilia di Rodez        |  |  |       |  |  |                      |  |  |                  |  |
| Giovanna d’Armagnac |                        | Giovanni I d'Armagnac |                         |  |  |       |  |  |                      |  |  |                  |  |
|                     |                        | Beatrice di Clermont  | Giovanni di Charolais   |  |  |       |  |  |                      |  |  |                  |  |
|                     |                        | Beatrice di Clermont  | Giovanni di Charolais   |  |  |       |  |  |                      |  |  |                  |  |
|                     |                        | Beatrice di Clermont  | Giovanna di Dargies     |  |  |       |  |  |                      |  |  |                  |  |
|                     |                        | Beatrice di Clermont  |                         |  |  |       |  |  |                      |  |  |                  |  |